# 에펨코리아
에펨코리아(FMKorea), 줄여서 펨코는 2008년 설립된 대한민국의 인터넷 커뮤니티이다. 축구 게임인 풋볼 매니저를 다루는 곳이었으나 규모가 커지며 종합 커뮤니티로 발전하였다. 2022년 10월 기준으로 대한민국 사이트 접속자수 6위, 커뮤니티로는 2위 규모의 사이트이다. 주간조선에 따르면 에펨코리아는 주로 해외축구, 게임을 즐기는 남성 유저들로 이루어져 있다.
에펨코리아의 게시글은 '포텐 올리기 (추천)' 또는 '방출 (비추천)' 버튼을 통해 평가가 이루어지고, 추천을 많이 받은 게시글은 '포텐 터진' 게시판에 게시된다. 이 중 많은 비중을 차지하는 게시판은 '해외축구' , '유머' 게시판 등이 있다. 게시글 작성 및 추천은 회원만 가능하다. 그 밖에 정치 관련, 반사회적, 성적인 내용, 욕설 등이 포함된 닉네임은 금지되고, 메일과 휴대폰 인증 과정을 거쳐야 가입되게끔 하는 등 다른 커뮤니티에 비해 엄격한 회원 관리 정책을 펴고 있다. 
2021년 이래 '수용소 게시판'의 선정성 문제로 게시판을 폐쇄하는 등 논란이 있었다.

## 역사와 성향
축구 게임인 풋볼 매니저를 다루는 곳이었으나 규모가 커지며 종합 커뮤니티로 발전하였다. 2022년 10월 기준으로 대한민국 사이트 접속자수 6위, 커뮤니티로는 2위 규모의 사이트로 성장했다. 주간조선에 따르면 에펨코리아는 주로 해외축구, 게임 (풋볼 매니저, 리그 오브 레전드)을 즐기는 남성 유저들로 이루어져 있으며, 여성주의에 적대적인 성향을 띠고 있다. 또한 정치색을 띠지 않던 과거와는 달리 조국 사태 이후 정부, 민주당에 대해 비판적인 입장을 비치고 있다. 2021년 기준 에펨코리아는 친야당 (국민의힘) 성향으로 꼽히며, 여성징병제 청원에도 적극 참여했다. 
2021년 4월 서울시장 보궐선거에서 20대 남성 대부분이 오세훈 후보를 지지하자, 더불어민주당의 김남국 의원은 민심 청취를 위해 에펨코리아에 방문하겠다는 글을 자신의 페이스북과 친문 커뮤니티인 딴지일보에 올렸다. 그 중 친문 지지자들의 에펨코리아 가입을 독려하는 글귀가 발견되자 에펨코리아 운영진은 "펨코에 좌표 찍기 하지 마시길 바란다"며 사이트 내 회원 간 분쟁으로 회원 가입을 제한했다는 공지글을 올렸다. 이 행보를 두고 국민의힘의 이준석과 하태경 의원은 비판적인 의견을 내놓았다.

## 사건 및 사고
2020년 중순 박원순 전 서울시장 성추행 피해자에 대한 2차 가해 문제의 경찰 수사 중, 에펨코리아는 디시인사이드, 클리앙, 이토랜드와 함께 압수수색을 받았다.
2021년 1월 청와대 국민청원에는 에펨코리아의 비밀 게시판에서 미성년자를 포함한 여성들의 신체가 드러난 사진을 동의 없이 유포하고 성희롱을 일삼았다며 경찰 수사를 촉구하는 청원이 올라와 23만명의 동의를 얻었다. 그러나 사이트 운영 위험 최소화를 이유로 수용소 게시판을 폐쇄하였음을 밝혔다.
2021년 5월에는 에펨코리아의 익명 게시판에 올라온, 집단강간과 가학적 성행위를 고백한 게시글의 가해자를 처벌해 달라는 청와대 국민청원 서명이 이틀만에 8만명을 넘어서자 경찰이 내사에 착수했다. 에펨코리아의 운영진은 5월 3일 공지를 통해 수사에 협조하겠다는 뜻을 밝히며, 해당 글을 올린 사람은 익명 게시판 외 딱 1건의 글만 쓴 사람이라고 해명했다. 또한 N번방 사건의 주범인 조주빈이 사이트 회원이었다는 루머에 대해 "해당 주장의 근거가 되는 계정은 회원가입 절차가 완료되지 않고, 인증되지 않았다"고 반박하며 법적 대응하겠다고 알렸다. 이후 경찰은 해당 성범죄 게시글은 허위 사실이라고 밝혔으며, 게시글 작성자는 음란물 유포 혐의로 검찰에 송치되었다.  

## 같이 보기
- MLBPARK
- 클리앙